# 赫爾頓 (北卡羅萊納州)
赫爾頓（英語：Helton）是位於美國北卡羅萊納州阿什縣的非建制地區。

## 歷史
赫爾頓的郵局於1849年設立，其後於1953年停運。

## 地理
赫爾頓所處的海拔為高於海平面832米（即2730英呎），而該地所採用的時區為UTC-5，即北美东部时区（EST）。同時該地設有夏令時間，為UTC-5調快一小時，即UTC-4（EDT）。